# IC 4291
IC 4291 — галактика типу II2p () у сузір'ї Центавр.
Цей об'єкт міститься в оригінальній редакції індексного каталогу.